# Rupert Grint
Rupert Alexander Lloyd Grint (Hertfordshire, Anglaterra, 24 d'agost del 1988) és un actor de cinema anglès, conegut pel seu paper de Ron Weasley en la saga de pel·lícules Harry Potter, basada en la sèrie de novel·les homònima de l'escriptora J. K. Rowling.

## Biografia
Grint només havia actuat en obres escolars abans de saltar a la pantalla gran com al millor amic de Harry Potter. Estava davant la televisió quan va veure els anuncis sobre les audicions; llavors van decidir, ell i la seva mare, enviar una foto i una carta. En no rebre cap resposta, Rupert va enviar un vídeo en el qual cantava un rap sobre per què havia d'interpretar Ron Weasley, i va funcionar. En paraules de Rupert: "La veritat és que mai vaig creure ser triat, el vídeo que vaig enviar era solament una broma". Després de filmar Harry Potter i la pedra filosofal, Rupert va interpretar a un petit geni científic, en la petita pel·lícula Thunderpants.
Té quatre germans més joves: James, Georgina, Samantha i Charlotte. Els seus pares són Jo, mestressa i Nigel Grint, venedor d'automòbils.

## Filmografia

### Cinema
| Any  | Pel·lícula                                       | Personatge   |
| ---- | ------------------------------------------------ | ------------ |
| 2001 | Harry Potter i la pedra filosofal                | Ron Weasley  |
| 2002 | Thunderpants                                     | Alan A.Allen |
| 2002 | Harry Potter i la cambra secreta                 | Ron Weasley  |
| 2004 | Harry Potter i el pres d'Azkaban                 | Ron Weasley  |
| 2005 | Harry Potter i el calze de foc                   | Ron Weasley  |
| 2006 | Driving Lessons                                  | Ben Marshall |
| 2007 | Harry Potter i l'Orde del Fènix                  | Ron Weasley  |
| 2009 | Harry Potter i el misteri del príncep            | Ron Weasley  |
| 2010 | Harry Potter i les relíquies de la Mort - Part 1 | Ron Weasley  |
| 2011 | Harry Potter i les relíquies de la Mort - Part 2 | Ron Weasley  |
| 2012 | Into the White                                   | Robert Smith |